# XX millennio a.C.
Il XX millennio a.C. inizia il 1º gennaio dell'anno 20000 a.C. e termina il 31 dicembre dell'anno 19001 a.C. incluso.

## Avvenimenti
- Medio Oriente - Inizio del mesolitico in Medio Oriente.
- Giordania: Probabile nascita del commercio: Lo dimostrano le numerose conchiglie marine rinvenute in luoghi di insediamenti umani pressoché sedentari e il ritrovamento di scheletri di polli.[1].
- Indonesia: Inizio costruzione del più antico tempio megalitico della storia umana, Gunung Padang situato a Karyomuhti,Campaka, Ciconjur Regency, a Giava, in Indonesia. La prima e più antica piramide (interna) del complesso sarebbe databile a circa 19300-20000 a.C. Secondo l'esperto geologo e paleoantropologo indonesiano Domay Hilmon Natawidjaja. Tale interpretazione non è unanimemente accettata dalla comunità scientifica.
- Europa: Acme del pleniglaciale würmiano. È il periodo di massimo avanzamento dei ghiacciai durante la glaciazione Würm.
- Giappone: Prima presenza di uomini dalle caratteristiche essenzialmente mongoloidi è considerato l'uomo di Minatogawa (Okinawa), datato al 20000 a.C. Sembra quindi che, mentre le isole meridionali erano abitate da una popolazione proto-mongoloide, la maggior parte del Giappone fosse abitata dalle popolazioni Jōmon, riferibili al tipo europoide di Combe-Capelle.[2][3][4].

## Invenzioni, scoperte, innovazioni
- Inizio dell'Epigravettiano, o Gravettiano tardivo, in Italia (fino all'8000 a.C.) e Europa centro-orientale. Differenziazione delle facies del perigordiano superiore europeo. In Europa occidentale si affermerà il Solutreano e il Magdaleniano, nel resto d'Europa continuerà la tradizione gravettiana.